# Auguste Joseph Desarnod (fils)
Pour son père, voir Auguste-Joseph Desarnod.
Auguste Joseph Desarnod ou Auguste le Jeune Desarnod (né en 1812 en Pologne – mort en 1849 à Saint-Pétersbourg, Russie) est un artiste-peintre et photographe polonais.
On peut voir certaines œuvres au Musée finlandais de la photographie.
Son père est Auguste-Joseph Desarnod.

## Biographie
Desarnod habite a Saint-Pétersbourg jusqu'en 1842 puis à Porvoo de 1842 à 1849.
Auguste Joseph Desarnod est l'un des premiers professionnels du daguerréotype en Finlande.
Ses daguerréotypes les plus connus sont des portraits en famille de Johan Ludvig Runeberg et du pasteur Carl Gustaf Ottelin.
Desarnod est aussi un artiste-peintre, graphiste et lithographiste.
Il est aussi professeur de dessin dans l’école francophone pour filles dirigée par son épouse à Porvoo.
Dans l'armée impériale russe, Desarnod a le grade de capitaine d'artillerie.
Ses lithographies les plus célèbres représentent Porvoo et elles sont présentées sous le nom d'auteur J. Knutson dans l'ouvrage "Finland framstäldt i teckningar" (1845-1852). 
Desarnod est considéré comme un photographe professionnel.
Au printemps 1845 il réalise des copies de daguerréotypes avec un procédé galvanoplastique sur disques de cuivre.
La même année Desarnod commence à préparer des plaques revêtues d'or qui donne des résultats de très haute qualité.
La carrière de Desarnod est entravée par ses passe-temps divers, ses enseignements dans l’école de sa femme et ses voyages à Saint-Pétersbourg.

## Œuvres
Ses œuvres sont exposées à l'Ateneum et au musée d'art de Tampere.
Parmi ses œuvres publiques citons le retable de la cathédrale de Porvoo reprenant La Cène de Léonard de Vinci. 
Ses daguerréotypes sont exposés au musée de Porvoo.